# Ossie Nicholson
Oserick Bernard „Ossie“ Nicholson (* 1906 in New Norfolk, Tasmanien; † nach 1965) war ein australischer Radsportler und Rekordfahrer. Zweimal stellte er einen neuen Jahres-Ausdauerweltrekord auf.

## Anfänge und Erfolge als Radrennfahrer
Ossie Nicholson wurde in Tasmanien geboren, lebte aber die meiste Zeit seines Lebens im australischen Bundesstaat Victoria, nachdem er als Jugendlicher mit seiner Familie dorthin gezogen war. Von Beruf war er Schmied, nur 1,65 Meter groß, von jungenhafter Erscheinung und muskulös, weshalb er den Spitznamen „Pocket Hercules“ erhielt. Als Mitglied des Prahran Amateur Cycling Club beteiligte er sich zunächst an Tourenfahrten. 
1928 wurde Nicholson Profiradrennfahrer. Bei dem australischen Klassiker von Warrnambool nach Melbourne gelang Nicholson fast sein erster Sieg bei einem Straßenrennen, nachdem seine Konkurrenten, der australische Radsportstar Hubert Opperman, und Horrie Marshall wegen Behinderung disqualifiziert worden waren. Opperman legte jedoch Einspruch ein, und Nicholson wurde auf den dritten Platz zurückgesetzt. Beim nächsten Rennen, von Wangaratta nach Melbourne, war Opperman wiederum der Favorit. Er stürzte jedoch und konnte das Rennen nicht mehr fortsetzen. Nicholson stürzte ebenfalls, als er in eine Schafherde geriet, fiel allerdings auf ein Schaf und verletzte sich deshalb kaum. Weil seine Wasserflasche bei dem Sturz zerbrochen war, halfen ihm die Konkurrenten mit Trinkwasser aus. Später hatte er einen Platten, konnte den Reifen jedoch selbst flicken und gewann schließlich das Rennen im Sprint. 
Durch diesen Sieg wurde der Fahrradproduzent Malvern Star auf Nicholson aufmerksam und nahm ihn unter Vertrag. 1930 stellte er einen australischen Rekord über 90 Kilometer hinter Schrittmacher auf und unterbot damit einen Rekord von Opperman. In der Folge wurde ein Match zwischen Opperman und Nicholson anberaumt, das zahlreiche Zuschauer anzog und von Opperman gewonnen wurde. 
In den folgenden Jahren etablierte sich Nicholson als einer der besten Radsportler Australiens, gewann zahlreiche Rennen oder stand auf dem Podium, sowohl bei Straßen- wie bei Bahnrennen. Neben Malvern gehörte bald Dunlop zu seinen Sponsoren; die Firma stellte ihm Reifen zur Verfügung, die er nach den Rennen zu Testzwecken zur Firma zurückbrachte. Häufig war er jedoch auch vom Pech verfolgt und musste Straßenrennen wegen Materialschäden vorzeitig beenden.
1931 stellte Malvern Star eine Mannschaft aus Nicholson, Oppermann, Richard-William Lamb und Frankie Thomas für die Tour de France zusammen. Während der langen Schiffsreise nach Frankreich hielten die Sportler sich mit Fahren auf der Trainingsrolle fit. Es ist überliefert, dass eine Passagierin ein Mitglied der Crew gefragt habe, was „that young fellow“ dort mache. Die Antwort: „He's producing the electricity for the ship, madam.“ Die Tour verlief wenig erfolgreich für Nicholson: Während der dritten Etappe brach sein Kettenblatt, und er musste 18 Kilometer laufen, bis er ein neues bekam. Weil er das Zeitlimit überschritten hatte, wurde er disqualifiziert.

## Die Rekordfahrten
1932 stellte ein englischer Radsportler, Arthur Humbles, einen neuen Distanzweltrekord über 58.000 Kilometer auf; diese Distanz hatte er in einem Jahr bewältigt. Seit 1911 wurde dieser Rekord notiert. Die Firma Malvern sprach mehrere Fahrer an, ob sie diesen Rekord in Angriff nehmen wollten, und Nicholson erklärte sich dazu bereit. 
Nicholson verließ zeitweilig seine Familie, um gemeinsam mit einem Trainer ein Haus zu beziehen, der ihn auch massierte und beriet. Täglich fuhr er mindestens 180 Kilometer von Richmond zur Bucht von Portsea, unabhängig vom Wetter, um sein Rekordpensum zu schaffen. Daneben hielt er aber auch Vorträge, machte Vorführungen auf der Rolle in Theatern sowie bei Veranstaltungen von Radsport-Clubs und gab Unterricht. In Provinzstädten fuhr er bei Umzügen mit, traf die dortigen Honoratioren und sprach im Radio. Als er im Juni in Richtung Sydney fuhr, war er eine landesweite Berühmtheit und führte eine große Schar von ihm folgenden Radfahrern an. Ende Oktober hatte er den Rekord von Humbles schon eingestellt. Von Cyclo, dem Produzenten seiner Schaltung, erhielt er 25 Dollar, und von Dunlop eine goldene Uhr. Anschließend sollte er mehrere „centuries“ (Fahrten über 100 Meilen) bestreiten, verunglückte jedoch und musste zunächst ins Krankenhaus. Als er am 31. Dezember um Mitternacht nach einer solchen Hundert-Meilen-Fahrt in Mordialloc eintraf, wurde er von 20.000 Zuschauern bejubelt. 
1936 brach der Brite Walter Greaves den Dauerrekord von Ossie Nicholson aus dem Jahre 1933 und stellte eine neue Marke von 45.383 Meilen (73.073 Kilometer) auf. Umgehend erklärte Nicholson, er würde einen neuen Rekordversuch wagen. Aber auch zwei weitere Fahrer – der Engländer Bernard Bennett und der Franzose René Menzies – nahmen die Herausforderung an, so dass es nun zu einem Fernkampf zwischen drei Fahrern kam. Nicholson wählte eine etwas andere Route als bei seinem ersten Versuch und fuhr diese täglich zweimal, um auf 300 Kilometer zu kommen. Das öffentliche Interesse war riesengroß: An einem Tag wurde er von einer so großen enthusiastischen Menschenmenge begleitet, dass er stürzte. Auch erlitt er mehrfach einen Sonnenstich, handelte sich einen entzündeten Zeh ein und überstand eine Mandelentzündung. Ende Mai hatte er 40.000 Meilen geschafft, doch Menzies holte nun auf, da in Europa der Sommer begonnen hatte und die Tage länger wurden. Anfang Oktober lagen die beiden Fahrer meilenmäßig Kopf an Kopf und hatten Greaves‘ Rekord schon überboten. Als dann in England der Winter begann und die Tage wiederum in Australien länger wurden, konnte Nicholson gegenüber Menzies zulegen und den Rekordversuch mit 62.657 Meilen (100.837 Kilometer) schließlich für sich entscheiden.

## Letzte Jahre als Radsportler
Nach seinem neuerlichen Rekord wurde Ossie Nicholson von Malvern Star weiter „vermarktet“, indem er etwa in Adelaide 67-mal einen 36 Kilometer langen Kurs umfuhr. Er trat in Radiosendungen auf und sang. Freitag abends war er in einem großen Geschäft von Malvern Star und fuhr auf der Rolle, während ein Sprecher die Geschichte seiner Rekorde erzählte, wobei Nicholson „schauspielerte“, wenn die Sonne heiß schien oder es starken Wind gab. Anschließend trug er Lieder vor.
Als Rennfahrer jedoch konnte er nicht an seine früheren Erfolge anknüpfen. Im Dezember 1938 startete er bei einem Sechstagerennen in Sydney, gemeinsam mit dem Neuseeländer Hubert Turtill. Während der Neutralisation am frühen Morgen unterhielt Nicholson seine Sportskameraden mit dem Gesang populärer Lieder, um sie wach zu halten. 
1939 brach der Zweite Weltkrieg aus, der Rennbetrieb in Australien war stark beschränkt, und Ossie Nicholson fuhr keine Rennen mehr. Von 1942 bis 1947 war er bei Malvern Star angestellt, das jetzt Zubehörteile für die Royal Australian Air Force herstellte. Zwischen 1946 und 1948 begleitete er mehrere Male den 75-jährigen Ernie Old, der Radtouren durch Australien machte. 1947 nahm er am Rennen von Warrnambool nach Melbourne teil, das in jenem Jahr zum ersten Mal nach dem Krieg ausgetragen wurde. Zudem stellte er gemeinsam mit Opperman einen Tandemrekord von Launceston nach Hobart auf. 
Als ein italienischer Chor in Melbourne gastierte, wurde einer der Sänger krank, und Nicholson sprang für ihn ein. Der Chor machte eine Tournee durch Australien und Neuseeland, wo er sich schließlich auflöste. Nicholson blieb in Neuseeland und übernahm als „Uncle Ossie“ eine Kindersendung im Radio. Im Alter von 59 Jahren soll er dort gestorben sein.

## Persönliches
Ossie Nicholson wurde von Freunden als jemand beschrieben, der meistens guter Laune war und immer ein Lied auf den Lippen hatte. Auch war er beliebt bei den Frauen, und ihm wurden zahlreiche Affären nachgesagt; einmal musste er sogar kurze Zeit wegen Bigamie im Gefängnis verbringen. 1948 war er jedoch gemeinsam mit seiner Frau Annie an derselben Adresse gemeldet; das Paar hatte einen Sohn.